# Cunewalde
Cunewalde (górnołuż. Kumwałd) – miejscowość i gmina w Niemczech, w kraju związkowym Saksonia, w okręgu administracyjnym Drezno, w powiecie Budziszyn.

## Współpraca
Miejscowości partnerskie:
- Donges, Francja
- Schefflenz, Badenia-Wirtembergia